# ویل جنینگز
ویل جنینگز (انگلیسی: Will Jennings؛ زادهٔ ۲۷ ژوئن ۱۹۴۴) ترانه‌سرای مشهور اهل ایالات متحده آمریکا .ود
او دانش‌آموختهٔ «دانشگاه استیون اف. آستین» در شهر ناکودوچز، تگزاس بود و بعدها به مدت سه سال، استادِ «دانشگاه ویسکانسین اوکِلیر» شد.
وی برنده جوایز گوناگونی از جمله ۳ جایزه گرمی، ۲ جایزه گلدن گلوب. ۲ جایزه اسکار بهترین ترانه (۱۹۸۲ و ۱۹۹۷) شده است. نام او در تالار مشاهیر ترانه‌سرایان وارد شده است.
معروف‌ترین سرودهٔ او ترانهٔ «فلیم ادامه خواهد داد» برای فیلم تایتانیک (١٩٩٧) بود. 